# Mother Earth (cântec)
Mother Earth este cel de-al treilea single extras de pe albumul Mother Earth de către formația olandeză de rock simfonic, Within Temptation. Acesta a obținut poziții bune în topurile din Olanda.

## Poziții ocupate în topuri
| Topul (2006)         | Maximul |
| -------------------- | ------- |
| Dutch Top 40         | 15      |
| German Singles Chart | 14      |